# Wolfgang Hannibal von Schrattenbach
Wolfgang Hannibal von Schrattenbach (Lemberg, 12 de setembro de 1660 - Olomouc, 22 de julho de 1738) foi um cardeal do século XVIII.

## Biografia
Nasceu em Lemberg, Ducado da Estíria, em 12 de setembro de 1660, diocese de Gürk. Da família dos duques de Schrattenbach. Ele foi batizado naquele mesmo dia. Sobrinho do cardeal Maximilian Gandolph von Künburg (1686). Seu primeiro nome também está listado como Volfango Annibale; e seu sobrenome como Schrottenbach.
Estudou no Seminario Romano, Roma; no Collegio Germanico, Roma; e na Universidade La Sapineza, em Roma, onde obteve o doutorado em filosofia e teologia em 12 de dezembro de 1682.
Cônego dos capítulos das catedrais de Olomouc, 20 de maio de 1682, e de Salzburgo, 11 de setembro de 1682. Recebeu o subdiaconato em 1º de julho de 1685; diaconato, 26 de julho de 1688. Ordenado sacerdote em 28 de julho de 1688. Decano do capítulo da catedral de Salzburgo, em 30 de maio de 1699.
Eleito bispo de Olomouc pelo cabido da catedral, a 15 de setembro de 1711. Nomeado administrador da diocese por seis meses, 19 de dezembro de 1711. Preconizado, 23 de dezembro de 1711. Recebeu dispensa para receber a consagração episcopal, bem como a dignidade de duas abadias, 27 de fevereiro de 1712. Consagrado em 1712, por Franz Julian von Braida, bispo titular de Hippo Diarrhytus, auxiliar de Olomouc.
A pedido do imperador Carlos VI, foi criado cardeal-presbítero no consistório de 18 de maio de 1712; o papa enviou-lhe o barrete vermelho com um breve apostólico datado de 25 de maio de 1712; recebeu o chapéu vermelho em 28 de julho de 1714; e o título de S. Marcello, 7 de dezembro de 1714. Conselheiro do imperador Carlos VI e co-protetor da Alemanha e das terras hereditárias austríacas em 1713, foi a Roma em 1714 para tratar de assuntos relativos à corte imperial. Em Roma, os esforços que fez, bem como a sua caridade para com os pobres, logo o tornaram muito popular. Ele também mandou restaurar completamente sua igreja titular às suas próprias custas e decorá-la da maneira mais bonita. Vice-ministro imperial perante a Santa Sé, 1716-1719; ministro em 1919, com a nomeação do Embaixador Johann Wenzel von Gallas para vice-rei de Nápoles; com a morte repentina de von Gallas, nomeado para sua posição. Recebeu licença para receber e exercer o poder régio e a capitania geral do Reino de Nápoles, em 18 de agosto de 1719; ocupou o cargo até março de 1721. Participou do conclave de 1721, que elegeu o papa Inocêncio XIII, e escreveu minuciosa memória. Regressou a Olomouc após o conclave, para retomar sua sé episcopal. Em 1723 compareceu às cerimônias de coroação em Praga; caso o arcebispo de Praga, já idoso, não pudesse comparecer, foi escolhido para realizar a coroação e unção de suas majestades. Não participou do conclave de 1724, que elegeu o Papa Bento XIII, e nem do conclave de 1730, que elegeu o Papa Clemente XII.  Em 1725 tornou-se Protetor da Alemanha.
Morreu em Olomouc em 22 de julho de 1738. Enterrado na capela da Mãe das Dores, catedral de São Moritz, Kroměříž. Na mesma capela está enterrado o cardeal Anton Theodor von Colloredo-Waldesee-Mels.